# Samuel Crommelin
Mr. Samuel Crommelin (Haarlem, 23 mei 1920 − Laren 25 juli 1985) was een Nederlands burgemeester.
Crommelin was een lid van de familie Crommelin en een zoon van Samuel Crommelin (1877-1949) en Jacoba Francina barones van der Borch van Verwolde (1879-1970), lid van de familie Van der Borch. Na zijn studie rechten trad hij in ambtelijke dienst en werd uiteindelijk sous-chef van het kabinet van de burgemeester van 's-Gravenhage. In 1957 werd hij benoemd tot burgemeester van Diepenveen wat hij bijna 25 jaar zou blijven. Hij trouwde in 1947 met jkvr. May Mathilde Huyssen van Kattendijke (1922-2024), lid van de familie Huyssen van Kattendijke met wie hij vier kinderen kreeg.